# وایراوا پولو کولام
وایراوا پولو کولام (به لاتین: Vairava Pulo Kulam) یک منطقهٔ مسکونی در سری‌لانکا است که در استان شمالی (سری‌لانکا) واقع شده‌است.